# دون لوفگرن
دون لوفگرن (انگلیسی: Don Lofgran; ۱۸ نوامبر ۱۹۲۸ – ۱۷ ژوئن ۱۹۷۶) بازیکن بسکتبال اهل ایالات متحده آمریکا بود. از باشگاه‌هایی که در آن بازی کرده‌است می‌توان به آتلانتا هاوکس و گلدن استیت واریرز اشاره کرد.